# 全日本大学バスケットボール連盟
一般財団法人全日本大学バスケットボール連盟（にほんがくせいバスケットボールれんめい）は、日本国内における大学バスケットボール部の競技連盟。日本バスケットボール協会、大学スポーツ協会（UNIVAS）の加盟団体。

## 歴史
1949年に「日本学生バスケットボール連盟」として発足され第1回全日本学生選手権大会を開催。以来日本のカレッジバスケを統括・運営している。
2008年に「全日本大学バスケットボール連盟」に改称。
現在の会長は江場哲哉。

## 組織構成
日本国内を9地域（地区）に分けて、それぞれに地区連盟が統括している。登録チーム数は男子423チーム・女子306チーム（2005年度）。
- 北海道大学バスケットボール連盟
- 東北大学バスケットボール連盟
- 関東大学男子バスケットボール連盟
- 関東大学女子バスケットボール連盟
- 関西学生男子バスケットボール連盟
- 関西学生女子バスケットボール連盟
- 東海学生バスケットボール連盟
- 北信越大学バスケットボール連盟
- 中国大学バスケットボール連盟
- 四国大学バスケットボール連盟
- 九州学生バスケットボール連盟

## 主催大会
- 全日本大学バスケットボール選手権大会
- 日本学生選抜バスケットボール大会
- 李相佰杯争奪日韓学生バスケットボール競技大会